# 鷲崎健・藤田茜のグレパラジオ
『鷲崎健・藤田茜のグレパラジオ』（わしざきたけし・ふじたあかねのグレパラジオ）は、2018年8月23日から音泉にて配信されているラジオ番組。
本項では、姉妹番組『鷲崎健・藤田茜のグレパラジオP』についても紹介する。

## 概要
2018年7月14日に配信されたニコニコ生放送『インターネットラジオステーション＜音泉＞27時間ニコ生放送』にて、番組開始が発表された。
番組名の由来は、パーソナリティ2人が共にグレーのパーカーを好んでいることから。
第5回アニラジアワード（2018年度）にて、最高賞である「RADIO OF THE YEAR 最優秀ラジオ大賞」を受賞。また、一般投票による部門賞としては、この回より開設された「BEST MALE AND FEMALE RADIO 最優秀男女ラジオ賞」を受賞している。

### 配信日
- 音泉
  - 隔週木曜配信（2018年8月23日 - ）

### パーソナリティ
- 鷲崎健
- 藤田茜

## コーナー
ふつおた
リスナーからのふつおたコーナー。
ラジトレ！！
新たなラジオのトレンドを紹介するコーナー。

## テーマソング
「気まぐれパーティ」 (第14回 - )
作詞・作曲 - 鷲崎健 / 編曲 - 杉浦"ラフィン"誠一郎 / 歌 - 鷲崎健／藤田茜

## 配信回
| 放送回  | 配信日         | ラジトレ！！                                                                                     | ラジトレ！！                              | 備考                                             |
| 放送回  | 配信日         | テーマ                                                                                           | メッセージコメント                        | 備考                                             |
| ------- | -------------- | ------------------------------------------------------------------------------------------------ | ----------------------------------------- | ------------------------------------------------ |
| 第1回   | 2018年8月23日  | 藤田茜シーズン1                                                                                  |                                           | [ 4 ]                                            |
| 第2回   | 2018年9月6日   | あなたの、音泉おすすめ番組!                                                                      |                                           | [ 5 ]                                            |
| 第3回   | 2018年9月20日  | 立花理香のハッピーマネー・プロジェクト                                                           | 立花理香                                  | [ 6 ]                                            |
| 第4回   | 2018年10月4日  | 音泉キング「下野紘」のラジオ きみはもちろん、＜音泉＞ファミリーだよね?                           |                                           | [ 7 ]                                            |
| 第5回   | 2018年10月18日 | 高橋李依・上田麗奈 仕事で会えないからラジオはじめました。                                        |                                           | [ 8 ]                                            |
| 第6回   | 2018年11月1日  | TVアニメ「RELEASE THE SPYCE」ツキカゲ大作戦                                                      | 安齋由香里、のぐちゆり                    | [ 9 ]                                            |
| 第7回   | 2018年11月15日 | 皆口裕子 ヒーリング・ラパン ～Healing Lapin～ か Wake Up, Girls!のがんばっぺレディオ! のどちらか | 吉岡茉祐 (Wake Up, Girls!)                | [ 10 ]                                           |
| 第8回   | 2018年11月29日 | ゆみりと愛奈のモグモグ・コミュニケーションズ                                                     | 花守ゆみり、鈴木愛奈                      | [ 11 ]                                           |
| 第9回   | 2018年12月13日 | 天﨑滉平・大塚剛央の「僕たちもう、フレンドですよね?」                                            | 天﨑滉平、大塚剛央                        | [ 12 ]                                           |
| 第10回  | 2018年12月27日 | 音泉以外のあなたのおすすめラジオ番組                                                             |                                           | [ 13 ]                                           |
| 第11回  | 2019年1月10日  | アニラジアワード特集                                                                             |                                           | [ 14 ]                                           |
| 第12回  | 2019年1月24日  | 音泉の1月スタート新番組特集                                                                      |                                           | [ 15 ]                                           |
| 第13回  | 2019年2月7日   | (お休み)                                                                                         |                                           | [ 16 ]                                           |
| 第14回  | 2019年2月21日  | わたてんラジオ!～花、ひなた、ノアの放課後お菓子パーティー～                                      | 指出毬亜                                  | [ 17 ]                                           |
| 第15回  | 2019年3月7日   | 普通にラジオをお届けしたいラフタリアとフィーロ                                                   | 瀬戸麻沙美、日高里菜                      | [ 18 ]                                           |
| 第16回  | 2019年3月21日  | 既に終わってしまった&もう終わってしまうけど 好きだったラジオ番組                                 |                                           | [ 19 ]                                           |
| 第17回  | 2019年4月4日   | 第5回アニラジアワード受賞番組特集                                                                |                                           | [ 20 ]                                           |
| 第18回  | 2019年4月18日  | 各局の4月スタート注目新番組                                                                      |                                           | [ 21 ]                                           |
| 第19回  | 2019年5月2日   | 各局の4月スタート注目新番組                                                                      |                                           | [ 22 ]                                           |
| 第20回  | 2019年5月16日  | ひとりぼっちの◯◯ラジオ生活                                                                       | 森下千咲                                  | [ 23 ]                                           |
| 第21回  | 2019年5月30日  | 吉岡茉祐と山下七海の ことだま★パンケーキ                                                         | 吉岡茉祐、山下七海                        | [ 24 ]                                           |
| 第22回  | 2019年6月13日  | 音泉番組今後のイベント特集                                                                       |                                           | [ 25 ]                                           |
| 第23回  | 2019年6月27日  | あなたの持ってるラジオのグッズ                                                                   |                                           | [ 26 ]                                           |
| 第24回  | 2019年7月11日  | 釘宮理恵のいつだって、はじめのいっぽ                                                             | 釘宮理恵                                  | [ 27 ]                                           |
| 第25回  | 2019年7月25日  | あなたのベスト・オブ・ラジオコーナー                                                             |                                           | [ 28 ]                                           |
| 第26回  | 2019年8月8日   | 相坂優歌と前田玲奈のトガリズム                                                                   | 相坂優歌、前田玲奈                        | [ 29 ]                                           |
| 第27回  | 2019年8月22日  | COP CRAFT 特別広報班                                                                             | 津田健次郎                                | [ 30 ]                                           |
| 第28回  | 2019年9月5日   | あなたとラジオの出会いは?                                                                        |                                           | [ 31 ]                                           |
| 第29回  | 2019年9月12日  | イベント特別編                                                                                   | 野村香菜子、駒形友梨、 角元明日香、下野紘 | 公開録音回                                       |
| 第30回  | 2019年9月19日  | イベント特別編                                                                                   | 内田彩、高野麻里佳                        | 公開録音回                                       |
| 第31回  | 2019年10月3日  | 今後取り上げてほしい番組・テーマ                                                                 |                                           | [ 34 ]                                           |
| 第32回  | 2019年10月17日 | 私が聞いてみたいラジオ                                                                           |                                           | [ 35 ]                                           |
| 第33回  | 2019年10月31日 | 各局の10月スタート注目新番組                                                                     |                                           | [ 注 2 ] [ 36 ]                                  |
| 第34回  | 2019年11月14日 | TVアニメ「アフリカのサラリーマン」 社畜のみなさんの為のラジオです                                | 大塚明夫                                  | [ 37 ]                                           |
| 第35回  | 2019年11月28日 | 何だか忘れられないあのラジオのあの回                                                             |                                           | [ 38 ]                                           |
| 第36回  | 2019年12月12日 | ラジオイベントの思い出                                                                           |                                           | [ 39 ]                                           |
| 第37回  | 2019年12月26日 | 2019年のあなたとラジオ                                                                           |                                           | [ 40 ]                                           |
| 第38回  | 2020年1月9日   | (お休み)                                                                                         |                                           | [ 41 ]                                           |
| 第39回  | 2020年1月23日  | ステーションリスナーの第一歩!                                                                    |                                           | [ 42 ]                                           |
| 第40回  | 2020年2月6日   | 鈴木愛奈のring A radio                                                                           | 鈴木愛奈                                  | [ 43 ]                                           |
| 第41回  | 2020年2月20日  | アニラジアワードノミネート番組特集                                                               |                                           | [ 44 ]                                           |
| 第42回  | 2020年3月5日   | あなたの印象に残っている動画付きラジオ特集                                                       |                                           | [ 45 ]                                           |
| 第43回  | 2020年3月19日  | 3月で終了しちゃうラジオ特集                                                                      |                                           | [ 46 ]                                           |
| 第44回  | 2020年4月2日   | 番組にゲストに来てほしい声優さんプレゼン                                                         |                                           |                                                  |
| 第45回  | 2020年4月16日  | 各局の4月スタート新番組特集                                                                      |                                           | [ 47 ]                                           |
| 第46回  | 2020年4月30日  | 音泉でもう一度聴きたいラジオ特集                                                                 |                                           | [ 48 ]                                           |
| 第47回  | 2020年5月14日  | あなたの中のベスト“作品ラジオ”は?                                                                |                                           | [ 49 ]                                           |
| 第48回  | 2020年5月28日  | 音泉でやってほしいラジオコンセプトプレゼン                                                       |                                           | [ 50 ]                                           |
| 第49回  | 2020年6月11日  | あのラジオのタイトルがすごい!                                                                    |                                           | [ 51 ]                                           |
| 第50回  | 2020年6月25日  | ゲームをテーマにしたラジオ特集!                                                                  |                                           | [ 52 ]                                           |
| 第51回  | 2020年7月9日   | 音泉で始まる新番組特集!                                                                          |                                           | [ 53 ]                                           |
| 第52回  | 2020年7月23日  | この人の一人喋りがおすすめ                                                                       |                                           |                                                  |
| 第53回  | 2020年8月6日   | 佐藤日向・小泉萌香のバトってダイナソー☆                                                          | 佐藤日向、小泉萌香                        |                                                  |
| 第54回  | 2020年8月20日  | のむこがみなみ                                                                                   | 野村香菜子、古賀葵、 南早紀               |                                                  |
| 第55回  | 2020年9月3日   | 会沢紗弥と花井美春の「まったく、女子高生は最高だぜ！！」                                         | 会沢紗弥、花井美春                        |                                                  |
| 第56回  | 2020年9月17日  | ファイルーズあいの“愛”・ルーズ・Fight！                                                          | ファイルーズあい                          |                                                  |
| 第57回  | 2020年10月1日  | 広瀬裕也と宮本侑芽のとりあえずRADIO                                                              |                                           |                                                  |
| 第58回  | 2020年10月15日 | グレパPゲスト会議第2弾                                                                           |                                           |                                                  |
| 第59回  | 2020年10月29日 | 最近スタートした新番組特集                                                                       |                                           |                                                  |
| 第60回  | 2020年11月12日 | だれ?らじ                                                                                        |                                           |                                                  |
| 第61回  | 2020年11月26日 | 天津向のためになるらじお                                                                         |                                           |                                                  |
| 第62回  | 2020年12月10日 | 2020年あなたのベストラジオ                                                                       |                                           |                                                  |
| 第63回  | 2020年12月24日 | 魔女見習いをさがして                                                                             |                                           | ゲストあり                                       |
| 第64回  | 2021年1月7日   | あなたが聞いてみたいラジオ企画書                                                                 |                                           |                                                  |
| 第65回  | 2021年1月21日  | 2021年、二人へのおすすめラジオ                                                                   |                                           |                                                  |
| 第66回  | 2021年2月4日   | あなたのベストラジオCDを教えて                                                                   |                                           |                                                  |
| 第67回  | 2021年2月18日  | 高尾奏音の「かのんソナタ～第一楽章～」                                                           | 高尾奏音                                  |                                                  |
| 第68回  | 2021年3月4日   | ラジオオリジナル楽曲特集                                                                         |                                           |                                                  |
| 第69回  | 2021年3月18日  | ラジオ環境調査、パソコン派?スマホ派?                                                             |                                           |                                                  |
| 第70回  | 2021年4月1日   | 友梨・花凜・李央のらじおぽんぽこぽん                                                             | 駒形友梨、礒部花凜、土屋李央              |                                                  |
| 第71回  | 2021年4月15日  | 各局の春の新番組特集                                                                             |                                           |                                                  |
| 第72回  | 2021年4月29日  | 長～い間聞いている番組＆長寿番組特集                                                             |                                           |                                                  |
| 第73回  | 2021年5月13日  | 音泉祭り2021特集                                                                                 |                                           |                                                  |
| 第74回  | 2021年5月27日  | 特別特集、のむこがみなみ                                                                         |                                           | ゲストあり                                       |
| 第75回  | 2021年6月10日  | 初めての有料配信イベント                                                                         |                                           |                                                  |
| 第76回  | 2021年6月24日  | 音泉祭2021を振り返ってみよう                                                                     |                                           |                                                  |
| 第77回  | 2021年7月8日   | 2021年上半期ベストラジオ                                                                         |                                           |                                                  |
| 第78回  | 2021年7月22日  | ラジオがきっかけで知ったこと                                                                     |                                           |                                                  |
| 第79回  | 2021年8月5日   | こんな組み合わせのラジオが聞きたい、第2弾                                                        |                                           |                                                  |
| 第80回  | 2021年8月19日  | あなたの印象に残っている特番は?                                                                  |                                           | 鷲崎健さん新型コロナ感染により代打パーソナリティ |
| 第81回  | 2021年9月2日   | 思い出のあのコーナー                                                                             |                                           |                                                  |
| 第82回  | 2021年9月16日  | もしも自分がゲストとして参加するなら、どの番組に出てみたい?                                      |                                           |                                                  |
| 第83回  | 2021年9月30日  | もう一度聞きたいあのラジオ                                                                       |                                           |                                                  |
| 第84回  | 2021年10月14日 | グレパPゲスト会議第3弾                                                                           |                                           |                                                  |
| 第85回  | 2021年10月28日 | 各局の秋の新番組特集                                                                             |                                           |                                                  |
| 第86回  | 2021年11月11日 | 合同イベント感想戦                                                                               |                                           |                                                  |
| 第87回  | 2021年11月25日 | アニラジの入り口はどこから?                                                                      |                                           |                                                  |
| 第88回  | 2021年12月9日  | 第7回アニラジアワード特集                                                                        |                                           |                                                  |
| 第89回  | 2021年12月23日 | ゲスト特集:遠藤璃菜                                                                              |                                           | ゲストあり                                       |
| 第90回  | 2022年1月6日   | 2021年このラジオのこの回が面白かった                                                             |                                           |                                                  |
| 第91回  | 2022年1月20日  | 100回記念の企画募集                                                                              |                                           |                                                  |
| 第92回  | 2022年2月3日   | 音泉の番組、今これが面白い                                                                       |                                           |                                                  |
| 第93回  | 2022年2月17日  | あなたの中のラジオスターは誰?                                                                    |                                           |                                                  |
| 第94回  | 2022年3月3日   | アニラジアワード発表直前特集                                                                     |                                           |                                                  |
| 第95回  | 2022年3月17日  | あなたの考えるアニラジアワードの各賞と受賞番組                                                   |                                           |                                                  |
| 第96回  | 2022年3月31日  | ゲスト特集:林鼓子                                                                                |                                           | ゲストあり                                       |
| 第97回  | 2022年4月14日  | どの曜日のラジオを一番聞いている?                                                                |                                           |                                                  |
| 第98回  | 2022年4月28日  | 4月スタートの各局新番組特集                                                                      |                                           |                                                  |
| 第99回  | 2022年5月12日  | グレパPゲスト会議2022春                                                                          |                                           |                                                  |
| 第100回 | 2022年5月21日  | 第2回グレパカルトクイズ                                                                          |                                           | ゲストあり(音泉youtubeチャンネル生配信)          |
| 第100回 | 2022年5月26日  |                                                                                                  |                                           | ゲストあり(youtubeの音泉配信・アフタートーク)    |
| 第101回 | 2022年6月9日   | グレパカルトクイズ ミニ延長戦                                                                    |                                           |                                                  |
| 第102回 | 2022年6月23日  | 音泉祭り２０２２夏～PREMIUM～特集                                                                |                                           |                                                  |
| 第103回 | 2022年7月7日   | 上半期、なんとなーく覚えてるラジオ名場面                                                         |                                           |                                                  |
| 第104回 | 2022年7月21日  | ブルーレイのロケ、何が見たい?                                                                    |                                           |                                                  |
| 第105回 | 2022年8月4日   | ７月くらいにスタートの各局新番組特集                                                             |                                           |                                                  |
| 第106回 | 2022年8月18日  | ゲスト特集:菅野真衣                                                                              |                                           |                                                  |
| 第107回 | 2022年9月1日   | 音泉のラジオを聴くようになったきっかけは?                                                        |                                           |                                                  |
| 第108回 | 2022年9月15日  | ゲスト特集:東京ミュウミュウ にゅ〜♡(十二稜子、戸田梨杏、石井萌々果)                              |                                           |                                                  |
| 第109回 | 2022年9月29日  | 最近印象的だったイベントは?                                                                      |                                           |                                                  |
| 第110回 | 2022年10月13日 | 各局の秋のスタート新番組特集                                                                     |                                           |                                                  |
| 第111回 | 2022年10年27日 | お勧めポッドキャスト番組                                                                         | 結束バンド                                |                                                  |
| 第112回 | 2022年11月10日 | 初めてメールを読まれた時のこと                                                                   |                                           |                                                  |
| 第113回 | 2022年11月24日 | 男女コンビラジオと言えば                                                                         |                                           |                                                  |

## ゲスト
- 第13回 - 吉岡茉祐
- 第63回 - 関弘美、宍戸留美
- 第74回 - 野村香菜子、古賀葵、南早紀
- 第80回 - 天津向(代演パーソナリティとして)[注 3]
- 第89回 - 遠藤璃菜
- 第96回 - 林鼓子
- 第100回 - 田中美海
- 第106回 - 菅野真衣
- 第108回 - 十二稜子、戸田梨杏、石井萌々果
- 第142回 - 平野綾
- 第153回 - かかずゆみ
- 第159回 - 蘓和はるみ
- 第160回 - 花房李彩

## イベント
鷲崎健・藤田茜のグレパラジオ 公開録音
開催日：2019年9月8日
会場：科学技術館サイエンスホール
当日の模様は第29回（9月12日）と第30回（9月19日）に配信された
グレパラジオ×ためらじ×ことパン 合同イベント
開催日：2021年10月30日(土) 15：00開演
会場：柏市民文化会館 大ホール
出演者：鷲崎健、藤田茜、天津向、洲崎綾、南早紀、吉岡茉祐、山下七海
鷲崎健・藤田茜のグレパラジオ お久しぶりですサイエンスホール！
開催日：2022年11月19日(土)
会場：科学技術館サイエンスホール
出演者：鷲崎健、藤田茜、石見舞菜香、島袋美由利
鷲崎健・藤田茜のグレパラジオ いつもお世話になってますサイエンスホール！
開催日：2023年2月25日(土)
会場：科学技術館サイエンスホール
出演者：鷲崎健、藤田茜、野村麻衣子、夏吉ゆうこ
鷲崎健・藤田茜のグレパラジオ～初めまして浜離宮～
開催日：2023年9月16日(土)
会場：浜離宮朝日ホール
出演者：鷲崎健、藤田茜、土屋李央
鷲崎健・藤田茜のグレパラジオ～ようこそ牛込箪笥区民ホール～
開催日：2024年3月30日(土)
会場：牛込箪笥区民ホール
出演者：鷲崎健、藤田茜、茅野愛衣
鷲崎健・藤田茜のグレパラジオin玉川せせらぎホール
開催日：2024年8月11日(日)
会場：玉川せせらぎホール
出演者：鷲崎健、藤田茜、安済知佳(1部ゲスト)、井口裕香(2部ゲスト)

## 配信イベント
グレパラジオ・ためらじ・だれ？らじ 合同オンライン公開録音
開催日：2020年12月5日(土) 15：00開演
出演者：鷲崎健、藤田茜、天津向、洲崎綾、南早紀、歩サラ、野村香菜子、駒形友梨、角元明日香
「鷲崎健・藤田茜のグレパラジオ」生配信イベント
開催日：2022年3月13日(日) 1部13:30開演 / 2部15:45開演
出演者：鷲崎健、藤田茜、松井恵理子(1部ゲスト)

## 関連商品

### CD・DVD・Blu-ray
楽曲CD
| 発売日              | タイトル         | 収録曲 | 商品番号  |
| ------------------- | ---------------- | --- | --------- |
| 2019年3月27日[注 4] | 気まぐれパーティ | 1. 気まぐれパーティ 2. 気まぐれパーティ(instrumental) 3. アフタートーク (Special Guest：山崎エリイ[55])       | TBCM-1092 |
| 2021年05月14日      | greppa!!         | 1. greppa!! 2. greppa!!(instrumental) 3. アフタートーク(鷲崎健、藤田茜 Special Guest：茜屋日海夏)             | TBCM-1243 |
| 2021年05月14日      | 夕暮れパレット   | 1. 夕暮れパレット 2. 夕暮れパレット(instrumental) 3. アフタートーク(鷲崎健、藤田茜 Special Guest：安齋由香里) | TBCM-1244 |
DJCD
| 発売日                                 | タイトル                                                                                            | 商品番号            |
| -------------------------------------- | --------------------------------------------------------------------------------------------------- | ------------------- |
| 2020年03月25日[注 5]                   | 「鷲崎健・藤田茜のグレパラジオ」 ～グレパカルトクイズ編～(ゲスト：田中美海)[56]                     | TBCR-1161           |
| 2020年8月27日                          | 「鷲崎健・藤田茜のグレパラジオ」 ～レッド編～「鷲崎健・藤田茜のグレパラジオP」 ～小野大輔編～       | TBCR-1187 TBCR-1188 |
| 2021年1月9日                           | 「鷲崎健・藤田茜のグレパラジオ」 ～シロ編～「鷲崎健・藤田茜のグレパラジオP」 ～釘宮理恵編～         | TBCR-1205 TBCR-1206 |
| 2022年1月15日                          | グレパ・ためらじ・ことパン シャッフルDJCD                                                           | TBCR-1271 TBCR-1272 |
| 2022年8月17日                          | 「鷲崎健・藤田茜のグレパラジオ」 ～ピンク編～「鷲崎健・藤田茜のグレパラジオP」 ～能登麻美子編～     | TBCR-1306 TBCR-1307 |
| 2022年11月19日 (イベント先行発売)      | 「鷲崎健・藤田茜のグレパラジオ」 ～パープル編～「鷲崎健・藤田茜のグレパラジオP」 ～福山潤編～       | TBCR-1327 TBCR-1328 |
| 2023年2月25日 (イベント先行発売)       | 「鷲崎健・藤田茜のグレパラジオ」 ～ベージュ編～「鷲崎健・藤田茜のグレパラジオP」 ～小西克幸編～     |                     |
| 2023年8月30日                          | DJCD「鷲崎健・藤田茜のグレパラジオ」～ブルー編～「鷲崎健・藤田茜のグレパラジオP」～佐藤利奈編～」   |                     |
| 2023年9月16日 (イベント先行発売)       | DJCD「鷲崎健・藤田茜のグレパラジオ」～クロ編～「鷲崎健・藤田茜のグレパラジオP」～黒田崇矢編～」     |                     |
| 2024年1月31日                          | DJCD「鷲崎健・藤田茜のグレパラジオ」～グリーン編～「鷲崎健・藤田茜のグレパラジオP」～日笠陽子編～」 |                     |
| 2024年3月16日 (イベント先行発売)[注 6] | DJCD「鷲崎健・藤田茜のグレパラジオ」～ブラウン編～「鷲崎健・藤田茜のグレパラジオP」～松岡禎丞編～」 |                     |
| 2024年3月30日 (イベント先行発売)       | DJCD「鷲崎健・藤田茜のグレパラジオ」～オレンジ編～「鷲崎健・藤田茜のグレパラジオP」～豊崎愛生編～」 |                     |
慰安旅行
| 発売日        | タイトル                                                                      | 商品番号  |
| ------------- | ----------------------------------------------------------------------------- | --------- |
| 2019年9月25日 | 「鷲崎健・藤田茜のグレパラジオ」アニラジアワード受賞記念DVDin北海道[57][58]   | TBBK-1123 |
| 2020年5月27日 | 「鷲崎健・藤田茜のグレパラジオ」慰安旅行DVDin静岡[59][60]                     | TBBK-1171 |
| 2022年1月15日 | 「鷲崎健・藤田茜のグレパラジオ」慰安旅行Blu-ray in 日光 with ことパン[61][62] | TBXK-1287 |
| 2023年1月14日 | 「鷲崎健・藤田茜のグレパラジオ」慰安旅行Blu-ray in 神戸[63][64]               | TBXK-1333 |

### グッズ
「鷲崎健・藤田茜のグレパラジオ」パーカー
2018年12月29日発売
「鷲崎健・藤田茜のグレパラジオ」ちょっと薄手パーカー
2019年8月9日発売
「鷲崎健・藤田茜のグレパラジオ」アクリルキーホルダーセット
2019年9月8日発売
「鷲崎健・藤田茜のグレパラジオ」　グレーでもパーカーでもないTシャツ
2020年8月27日発売
「鷲崎健・藤田茜のグレパラジオ」カタカナグレーパーカー
2022年4月下旬発売
「鷲崎健・藤田茜のグレパラジオ」サワーグラス＆お猪口徳利セット
2023年1月14日発売
「鷲崎健・藤田茜のグレパラジオ」 多機能ボールペン
2023年8月30日発売

## 鷲崎健・藤田茜のグレパラジオP
『鷲崎健・藤田茜のグレパラジオP』（わしざきたけし・ふじたあかねのぐれぱらじおぴー）は、2019年10月10日から音泉にてプレミアムサポーター限定配信されているラジオ番組。

### 概要
2019年9月8日に行われた鷲崎健・藤田茜のグレパラジオ 公開録音にて、番組開始が発表された。
グレパラジオの更新がない週の隔週同曜日同時間更新のため実質毎週更新とはなるがこちらはグレパラジオとは別番組扱いである。番組開始時は作家も違っていたが、2020年4月からはグレパでの作家でもある浅野佑二が担当している。
第6回アニラジアワード（2019年度）にて、「BEST MALE AND FEMALE RADIO 最優秀男女ラジオ賞」を受賞している。

#### 配信日
- 音泉
  - 隔週木曜配信（2019年10月10日 - ）

#### パーソナリティ
- 鷲崎健
- 藤田茜

### コーナー
ふつおた
リスナーからのふつおたコーナー。
コーナーやってみる!
新番組から注目番組さらには過去番組まで様々なラジオのコーナーを紹介し、パーソナリティが実際にやってみるコーナー。
マイトレ
あなたが今ハマっていること、好きなものなど、パーソナリティーに教えたいマイトレンドを紹介するコーナー。
クイズ、あの一言を忘れない!
リスナーから言われて印象的だったセリフを募集し、そのセリフだけでどういう状況で言われたセリフだったのかを予想するコーナー。

### テーマソング
「気まぐれパーティ」 (第1回 - )
作詞・作曲 - 鷲崎健 / 編曲 - 杉浦"ラフィン"誠一郎 / 歌 - 鷲崎健／藤田茜

### 配信回
| 放送回 | 配信日         | コーナーやってみる!                              | コーナーやってみる!             | 備考                           |
| 放送回 | 配信日         | テーマ                                           | コーナー                        | 備考                           |
| ------ | -------------- | ------------------------------------------------ | ------------------------------- | ------------------------------ |
| 第1回  | 2019年10月10日 | (お休み)                                         |                                 | [ 74 ]                         |
| 第2回  | 2019年10月24日 | 相坂優歌と前田玲奈のトガリズム                   | 朝までトガ議論                  | [ 75 ]                         |
| 第3回  | 2019年11月7日  | (お休み)                                         |                                 | 動画回（キッチンスタジオ収録） |
| 第4回  | 2019年11月21日 | (お休み)                                         |                                 | [ 77 ]                         |
| 第5回  | 2019年12月5日  | のんのんびよりうぇぶらじお のんのんだより!なのん | 旭丘分校へようこそ!             | [ 78 ]                         |
| 第6回  | 2019年12月19日 | (お休み)                                         |                                 | [ 79 ]                         |
| 第7回  | 2020年1月2日   | 天津向のためになるらじお                         | ためになる話                    | [ 80 ]                         |
| 第8回  | 2020年1月16日  | (お休み)                                         |                                 | [ 81 ]                         |
| 第9回  | 2020年1月30日  | (お休み)                                         |                                 | [ 82 ]                         |
| 第10回 | 2020年2月13日  | (お休み)                                         |                                 | [ 83 ]                         |
| 第11回 | 2020年2月27日  | 名塚佳織のかもさん學園                           | シンガー・アート・ライターKAORI | [ 84 ]                         |
| 第12回 | 2020年3月12日  | (お休み)                                         |                                 | [ 85 ]                         |
| 第13回 | 2020年3月26日  | (お休み)                                         |                                 | [ 86 ]                         |
| 第14回 | 2020年4月9日   | (お休み)                                         |                                 | [ 87 ]                         |
| 第15回 | 2020年4月23日  | (お休み)                                         |                                 | [ 88 ]                         |
| 第16回 | 2020年5月7日   | (お休み)                                         |                                 | [ 89 ]                         |
| 第17回 | 2020年5月21日  | (お休み)                                         |                                 | [ 90 ]                         |
| 第18回 | 2020年6月4日   | (お休み)                                         |                                 | [ 91 ]                         |
| 第19回 | 2020年6月18日  | (お休み)                                         |                                 | [ 92 ]                         |
| 第20回 | 2020年7月4日   | (お休み)                                         |                                 | [ 93 ]                         |

### ゲスト
- 第3回 - 学園祭学園(青木佑磨・阿部草介・市川太一・栗田優)
- 第8回 - 田中美海
- 第9回 - 千本木彩花
- 第10回 - 守屋亨香
- 第12回 - 学園祭学園(青木佑磨・阿部草介・市川太一・栗田優)
- 第13回 - 内山夕実
- 第14回 - 小原好美
- 第15回 - 伊藤静
- 第22回 - 阿澄佳奈
- 第23回 - 高橋ミナミ
- 第26回 - 稗田寧々、鈴代紗弓(稗田寧々 鈴代紗弓のコーラルマイク)
- 第27回 - 広瀬裕也、宮本侑芽(広瀬裕也と宮本侑芽のとりあえずRADIO)
- 第29回 - 夏吉ゆうこ
- 第37回 - 山下七海
- 第38回 - あじ秋刀魚
- 第39回 - 高森奈津美
- 第40回 - 日高里菜
- 第43回 - 野村麻衣子
- 第45回 - 鈴木崚汰
- 第48回 - 楠木ともり
- 第49回 - 集貝はな
- 第50回 - 洲崎綾(代打パーソナリティとして天津向)
- 第51回 - 青木佑磨
- 第53回 - 佐藤日向、小泉萌香
- 第57回 - 青山吉能
- 第58回 - 加隈亜衣
- 第63回 - 植田ひかる、春木めぐみ
- 第64回 - 白城なお
- 第66回 - グレート-O-カーン
- 第68回 - 島袋美由利
- 第69回 - 石見舞菜香
- 第70回 - 小山百代
- 第72回 - 北原沙弥香
- 第73回 - 直田姫奈
- 第74回 - 優木かな
- 第78回 - 広瀬ゆうき
- 第79回 - 三川華月
- 第80回 - 吉田有里
- 第81回 - yuxuki waga(fhána)[注 7]
- 第83回 - 葵あずさ[94]
- 第84回 - 水野朔
- 第85回 - 高橋花林
- 第86回 - 前川涼子
- 第88回 - 桑原由気
- 第90回 - 琴宮歩夢
- 第91回 - 菅沼千紗
- 第93回 - 上田麗奈
- 第96回 - 畠中祐
- 第98回 - 涼本あきほ
- 第99回 - 長縄まりあ
- 第100回 - 学園祭学園(青木佑磨・阿部草介・市川太一・栗田優)
- 第103回 - 熊田茜音
- 第105回 - 山北早紀
- 第106回 - 小市眞琴
- 第108回 - 篠原侑
- 第109回 - 朝井彩加
- 第110回 - 石毛翔弥
- 第114回 - 伊藤彩沙
- 第116回 - 中村源太
- 第118回 - 志田有彩
- 第121回 - 小林親弘
- 第125回 - のぐちゆり
- 第128回 - 五十嵐裕美
- 第131回 - 希水しお
- 第132回 - 稲垣好
- 第133回 - 榎木淳弥
- 第134回 - 永井真里子
- 第135回 - 浦和希
- 第136回 - 亜咲花
- 第137回 - 大野智敬
- 第138回 - 斎賀みつき
- 第139回 - 幸村恵理
- 第140回 - 寺崎裕香
- 第141回 - 天城サリー
- 第142回 - 天野聡美
- 第143回 - 清水香里
- 第144回 - 平川大輔
- 第145回 - 生天目仁美
- 第146回 - 阪口大助
- 第148回 - 高田憂希
- 第149回 - 菅叶和